# يوربان غاد
يوربان غاد (بالدنماركية: Urban Gad)‏ هو كاتب سيناريو ورسام ومخرج دنماركي، ولد في 12 فبراير 1879 في Skælskør ‏ في الدنمارك، وتوفي في 26 ديسمبر 1947 في كوبنهاغن في الدنمارك.

## وصلات خارجية
- يوربان غاد على موقع IMDb (الإنجليزية)
- يوربان غاد على موقع ألو سيني (الفرنسية)
- يوربان غاد على موقع أول موفي (الإنجليزية)
- يوربان غاد على موقع قاعدة بيانات الأفلام السويدية (السويدية)
- يوربان غاد على موقع قاعدة بيانات الفيلم (الإنجليزية)
- يوربان غاد على موقع كينوبويسك (الروسية)